# Palabra viva
Palabra Viva es el cuarto álbum de Travy Joe, lanzado en 2010 por Kingdom 1st Music, y distribuido por CanZion. El álbum estuvo producido totalmente por K1, y contó con la participación de Musiko, David 7 y Ricky El Conserje.
El álbum fue nominado como Mejor álbum urbano en los Premios Arpa de 2011.

## Promoción y lanzamiento
Como productor y presidente del sello One Spirit Records, Travy Joe presentó a sus artistas presentados en Guerreros del Reino, Musiko, Ricky el Conserje y David 7, con quienes colaboró en su nuevo proyecto, además, del trabajo musical de Kaleb de One Spirit, K1.
Contó con vídeos oficiales para los sencillos «Que no pare», «Yo siento el fuego», y el último sencillo «Soy libre» con Musiko, donde además de colaborar, produjo el vídeo desde Kingdom 1st Films.

## Lista de canciones
| N.º | Título                                       | Productor(es)               | Duración |  |
| 1.  | «Intro»                                      | K1                          | 1:48     |  |
| 2.  | «Tiempos Finales»                            | K1                          | 3:38     |  |
| 3.  | «Que No Pare»                                | K1 & Nelus                  | 2:56     |  |
| 4.  | «Enamórame» (Travy Joe con David 7 y Musiko) | K1 & Nelus                  | 3:52     |  |
| 5.  | «Advertencia»                                | K1                          | 3:26     |  |
| 6.  | «Chillin'»                                   | K1                          | 3:29     |  |
| 7.  | «Soy Libre» (con Musiko)                     | K1 & Nelus                  | 3:20     |  |
| 8.  | «Duele»                                      | K1                          | 4:14     |  |
| 9.  | «Ella Me Lleva»                              | Freddy, K1 & Nelus          | 3:49     |  |
| 10. | «Un Pasito»                                  | K1                          | 3:12     |  |
| 11. | «Ayúdame»                                    | K1                          | 3:12     |  |
| 12. | «Legacía» (con Ricky "El Conserje")          | K1, Abel "El de la entidad" | 3:50     |  |
| 13. | «Yo Siento El Fuego»                         | K1                          | 3:00     |  |

## Vídeos
| Título                   | Fecha de lanzamiento | Director          |
| ------------------------ | -------------------- | ----------------- |
| «Que No Pare»            | 2010                 | Israel Figueroa   |
| «Yo Siento El Fuego»     | 2010                 | Israel Figueroa   |
| «Soy Libre» (con Musiko) | 2011                 | Kingdom 1st Films |

## Premios y nominaciones
- El álbum estuvo nominado como mejor álbum urbano en los Premios Arpa 2011.[6]